# Eduardo da Fonseca
Eduardo da Fonseca (1863-1938) foi um professor de música e compositor do Porto, cidade onde fundou uma casa editora de músicas com sede social na Praça de Carlos Alberto, n.º 7-8. Recebeu as insígnias de Cavaleiro da Ordem Militar de N.ª S.ª da Conceição de Vila Viçosa (1892) e da Ordem de S. Tiago da Espada. Foi sócio correspondente da Societé des Auteurs et Compositeurs de Musique (Paris) e do Centro Musical Paraense (Brasil), membro da Comissão Portuense de Música Sacra, consócio do Orfeão Lusitano e do Grupo de Santa Cecília. 

## Biografia
Filho de Francisco António da Fonseca e de Emília Rosa de Jesus, da freguesia da Sé, Porto, Eduardo da Fonseca nasceu no Hospital da Ordem Terceira do Carmo a 26 de Março de 1863.
Estudou com César das Neves no Liceu da Ordem do Carmo , de quem aos 18 anos já era auxiliar, vindo depois a suceder-lhe como professor de música e organista titular da Ordem Terceira de N.Senhora do Carmo. Ao mesmo tempo, foi completando a sua formação musical estudando piano, harmonia e composição com Miguel Ângelo e Francini, instrumentação com José Cândido, canto com o seu amigo íntimo Romanoff Salvini (1825-1894) e órgão com Costa Lima. Como executante (violoncelo) colaborava já em inúmeros concertos, nomeadamente nos de Ciríaco Cardoso (1846-1900). Composições suas começaram a aparecer por volta de 1888.
Foi ainda professor no Real Colégio dos Órfãos (1888-), no Asilo Escola do Terço e no Recolhimento das Meninas Órfãs de Nossa Senhora da Esperança (Porto, S. Lázaro). Juntava os seus alunos todos os anos na festa do Prémio Xavier da Mota no Ateneu Comercial do Porto. Em Braga vinha à Oficina de S. José e ao Colégio de Montariol. Em Agosto de 1889 foi nomeado para o lugar de professor de canto coral na Escola Normal do Porto, em substituição de Bernardo Moreira de Sá.
Para além de professor e editor de música, folclorista e compositor de música sacra, foi também autor de várias peças para piano (valsas, polkas etc) anunciadas como de meia força ao serem publicadas pela sua casa editora de músicas no Porto. No seu artigo A Praça Carlos Alberto  Hugo Marçal refere a casa de músicas Eduardo da Fonseca e a Ordem do Carmo, da qual esboça brevemente a história.
As novidades musicais da sua casa editora de músicas anunciadas em 1892 incluíam já A Portuguesa, a marcha patriótica de Alfredo Keil que está na origem do futuro Hino Nacional. Uma outra edição anuncia a das Cenas Portuguesas n.º 1 a 3 de Viana da Mota (1868-1948). Entre outros autores de obras publicadas pela casa editora encontram-se Pedro Blanco, Júlio Moutinho, A. Soller, B. Gouveia, F. Roncagli, A. Viana, Mutz, Lowthian, A. Lobo, X. Lopes, N. Ribas e A. Ferreira.
Colaborou no Cancioneiro de Músicas Populares de César das Neves e Gualdino de Campos (1847-1919), que obteve o Grande Diploma de Honra da Exposição da Imprensa de 1898. Foi autor da transcrição para canto e piano das Poesias e Canções Populares do concelho da Maia recolhidas por A. Monteiro e revistas por S. Rocha (1900).
Em 1917 colaborou na parte musical (com Armando Leça, Moreira de Sá, António Fragoso, etc) do monumental Album Artístico-Literário-Musical da iniciativa de Renée Labbe publicado gratuitamente a favor da Cruz Vermelha por J. Costa Carregal.
Para além de música sacra, Eduardo da Fonseca compôs para o teatro, nomeadamente para operetas e revistas de Júlio Moutinho, António Lemos e Abílio de Mesquita. Musicou o Hino do Centenário Henriquino e o hino de O Comércio do Porto, por ocasião do cinquentenário deste jornal.
Faleceu na sua casa (Praça de Carlos Alberto, Porto) a 14 de Março de 1938, com a idade de 74 anos. O Grupo Santa Cecília executou a parte musical das suas exéquias fúnebres, sob a direcção de Afonso Valentim. Está sepultado no cemitério de Agramonte.

## Esboço cronológico
Notícias coligidas em jornais da época:
- 1888.10.15 - Eduardo da Fonseca executa ao órgão da igreja do Carmo o Stabat Mater de Rossini e a marcha fúnebre da opera Iona na missa de requiem por José Antonio Coque, pai do repórter do Jornal de Notícias José Coque.[20]

- 1889.6.4 - Referência a uma missa composta por Eduardo da Fonseca, que também acompanha ao piano alunos da aula de música da Ordem do Carmo sob a regência de César das Neves.[21]

- 1889.8.2 - Antecipação pelo Jornal do Porto das festividades da Ordem do Carmo previstas para o domingo seguinte, em que as obras a grande orquesta serão regidas pelo maestrino Eduardo da Fonseca, que também deverá acompanhar ao piano.[22]

- 1890.3.19 - Na Ordem do Carmo, Eduardo da Fonseca acompanha ao órgão uma ária de Stradella cantada por Frank de Castro, com Xisto Lopes no violoncelo, numa cerimónia de sufrágio pelas vítimas do Teatro Baquet, na ocasião do 2º aniversário da catástrofe da sua destruição e incêndio.[23]

- 1890.6.3 - Nas mesmas páginas que noticiam a morte de Camilo Castelo Branco, o Jornal do Porto refere a exposição ao público do Hospital da Ordem Terceira do Carmo, para cuja festividade Eduardo da Fonseca compôs uma Missa e Tantum Ergo que foram executados por alunos das aulas do Carmo.[24]

- 1891.11.22 - O Rei D.Carlos elogia Eduardo da Fonseca aquando da visita da família real ao Recolhimento das Órfas, em S. Lázaro, conferindo-lhe o hábito da Ordem da Conceição. Nessa matinée actuava a orquesta de cordas infantil feminina que Eduardo da Fonseca dirigia e em que se tocaram várias composições suas.[25]

- 1892.02.21 - Uma notícia no Jornal do Porto de 22 de Fevereiro de 1892[26] refere Eduardo da Fonseca a acompanhar a grande órgão, na Igreja do Carmo, o barítono italiano Sr. Scaramella.

- 1892.07.10 - Eduardo da Fonseca dirige o coro e orquesta das alunas do Recolhimento das Orfãs de Nossa Senhora da Esperança na sessão solene anual consagrada à memória dos beneméritos benfeitores da Irmandade de Nossa Senhora da Misericórdia, em que se tocam algumas obras suas.[27]

- 1896.01.13 - Notícia no Diário Ilustrado de 14 de Janeiro de 1896[28] refere que Eduardo da Fonseca, autor da célebre passe-calle, Amor da Pátria, dedicada aos académicos do Porto, vai escrever uma nova composição com letra de César das Neves, dedicada aos mesmos académicos, em honra dos expedicionários.

- 1896.02.01 - Eduardo da Fonseca acompanha a grande órgão a missa de responso que o Ginásio Club mandou rezar na Igreja do Carmo pelos soldados portugueses mortos na campanha em África, assistindo o general Cibrão.[29]

- 1896.11.07 - Os alunos das aulas de música da Ordem do Carmo são acompanhados a grande órgão por Eduardo da Fonseca na irgeia do Carmo, onde se rezou uma missa de sufrágio pelos soldados que morreram no combate de Coelela.[30]

- 1897.08.1/2 - Salientam-se, no sarau literário-musical da Ordem do Carmo (celebrações do dia da padroeira) a orquesta de arco e o coral feminino sob a direcção de Eduardo da Fonseca.[31]

- 1897.09.25 - Eduardo da Fonseca ao piano colabora numa soirée-concerto realizada no Grande Hotel do Elevador no Bom Jesus do Monte, em Braga.[32]

- 1898.09.02 - A Casa Eduardo da Fonseca edita o Hino 1.º de Maio com letra de Gomes Leal e música de João Garrido Peres.[33]

- 1899.12.20 - Eduardo da Fonseca e Xisto Lopes inauguram o novo órgão de Vilar de Paraíso, em Gaia.[34]

- 1900.03.21 - Eduardo da Fonseca toca órgão no ofício fúnebre do poeta António Nobre que teve lugar na Igreja da Trindade.[35]

- 1903, Fevereiro - O Armazém de Músicas de Eduardo Fonseca e a União Fotografia da Casa Real patrocinam a edição do argumento da ópera Garín de Tomás Bretón (1850-1923) e César Fereal[36], representada pela primeira vez em Portugal no Teatro de S. João, em Fevereiro de 1903.[37]

- 1905.02.18 - A Casa Eduardo da Fonseca põe à venda a sua edição do Hino dos Fenianos, música de Júlio Moutinho e letra de Gouveia Peixoto.[38]

- 1906.11.23 - António Baptista Alves de Lemos, pela Farmácia Lemos & Filhos, e Eduardo da Fonseca e seus filhos J. Veiga da Fonseca e Eduardo da Fonseca (Jr.) encabeçam a lista de 1824 portuenses que enviaram uma mensagem de felicitação e incitamento ao governo.[39]

- 1906.12.08 - O professor Eduardo da Fonseca colabora nas cerimónias litúrgicas na igreja do Carmo dedicadas à Virgem padroeira do Reino, em que também participam os cantores amadores Cristino Fernandes e José de Brito.[40]

- 1907.06.02/3 - Francisco Meireles e o Dr. Bento Carqueja entregam a Eduardo da Fonseca o diploma de sócio honorário do Ateneu Comercial do Porto.[41]

- 1908.01.05/6 - Eduardo da Fonseca compõe um Hino Patriótico que três bandas de música executam na nave do Palácio de Cristal onde o Clube Girondinos organizou uma festa.[42]

- 1908.03.10 - Eduardo da Fonseca e José de Brito colaboram na cerimónia religiosa de comemoração do 1.º aniversário da morte do prof. Oliveira Alvarenga, conservador da Biblioteca Municipal.[43]

- 1908.09.06 - Eduardo da Fonseca inaugura o novo órgão da igreja matriz de Villa do Conde, obra da casa Augusto Joaquim Claro, de Braga.[44]

- 1912.12.08/9 - Eduardo da Fonseca actua na comemoração do dia da Conceição na Ordem da Carmo. [45]

- 1913, Junho - A Casa Eduardo da Fonseca põe à venda dois volumes de canções portuguesas por Ernesto Maia, que são anunciados na revista Arte Musical[46]

- 1914.01.25/6 - Eduardo da Fonseca rege o Orfeão das Escolas da Ordem da Carmo na respectiva Festa Anual, com César das Neves, Álvaro de Sousa e Júlio Moutinho.[47]

- 1915, Março - Um arranjo de Eduardo da Fonseca da Avé Maria de Marchetti é cantado por 22 alunas de Castagnoli de Brito em várias festividades religiosas.[48]

- 1916.03.01 - Eduardo da Fonseca colabora numa festa literário-musical de caridade no Teatro Gil Vicente.[49]

- 1916.04.23/24 - Colabora numa festa no Ateneu Comercial, com Elísio Aneda também na orquestra.[50]

- 1916.10.25 - Com o Dr. Aires Borges dá um concerto no grande órgão da Nave do Palácio de Cristal.[51]

- 1917.01.13 - Colabora numa festa a favor da Liga da Boa Imprensa.[52]

- 1917.02.01 - Colabora nas cerimónias religiosas por alma de D. Carlos e D. Luís Filipe.[53]

- 1918.02.17/18 - Rege um coro de 460 vozes na Festa Xavier da Mota.[54]

- 1919.08.21 - Faz parte do júri (com Fernandes Fão e Benjamim Gouveia) de selecção do prémio do concurso aberto pelo Ateneu Comercial para a partitura da opereta A Bruxa, em que é galardoado com o 1.º prémio Armando Leça.[55]

- 1935.06.21 - No Teatro Carlos Alberto, pelas 21h15, tem lugar um Sarau d'Arte comemorativo do XIII aniversário do Orfeão Lusitano em homenagem ao seu ilustre consócio e distinto musicólogo Ex.mo Sr. Professor Eduardo da Fonseca com direcção Artística do Prof. Afonso Valentim.[56] Foram oradores neste sarau o Dr. Bento Carqueja e o Eng. Osvaldo Maia. Actuaram, para além do Orfeão Lusitano (dir. Afonso Valentim) o tenor Gastão Mineiro, que cantou obras de Eduardo da Fonseca, a violinista Maria Carolina da Silva e os pianistas Clotilde Lobo e César Augusto Ribeiro de Morais. Entre os presentes nesta homenagem contaram-se o mestre Teixeira Lopes e os professores Luís Costa, Freitas Gonçalves e Bento de Castro.

## Catálogo das edições da Casa Eduardo da Fonseca
A coluna da direita do quadro seguinte indica a numeração das edições referidas no anexo II de La edición musical en Portugal (1834-1900): un estudio documental por M.J. Alburquerque (2014). Inventário em construção, sujeito a actualizações:
| Nr.Ch.       | Título | Ref.                   |
| ------------ | --- | ---------------------- |
| E.F. 2       | PINHEIRO, Jeremias A., fl. 189_ Souvenir. Mazurca, pf, Op. 2, mi m | 2899                   |
| E.F. 3       | FONSECA, Eduardo da, 1863-1938 Amor da Pátria. Pasacalle, pf, Dó M | 1567                   |
| E.F. 4       | RONCAGLI, F. , fl. 189_ Al suon di Baci. Valsa, pf, Fá M | 3153                   |
| E.F. 5       | LEÃO, Anibal Vasco, fl. 189_ Safira. Valsa, pf, Op. 5, Lá M | 2313                   |
| E.F. 6       | MOUTINHO, Fernando, 1870-1921 Brisa de Silves. Valsa, pf, Láb M | 2613                   |
| E.F. 7       | FONSECA, Eduardo da, 1863-1938 Hino das Orfãs. Hino, pf, Sol M, Letra de Bruno Teles de Meneses de Vasconcelos | 1570                   |
| E.F. 9       | RONCAGLI, F., fl. 189_ Marcha triunfal. Marcha, pf, Mib M | 3154                   |
| E.F. 11      | FONSECA, Eduardo da, 1863-1938 Esmeralda. Valsa, pf , Ré M | 1569                   |
| E.F. 12      | FERREIRA, Artur, fl. 189_ Aquela. Valsa, pf, Sol M | 1478, 1479             |
| E.F. 13      | LOBO, Manuel Alves, fl. 189_ Uma súplica à Virgem Maria. Canticos, V, pf, ré m | 2340                   |
| E.F. 15      | ENCARNAÇÃO, Manuel da, fl. 189_ Il Morenito. Pasacalle, pf, ré m | 1411                   |
| E.F. 17      | CANTOS POPULARES Fados, pf, n.os 1-12 | 817                    |
| E.F. 18      | FONSECA, Eduardo da, 1863-1938 Marinhas. Barcarola, V (S/ B), pf, si m | 1572                   |
| E.F. 19      | FONSECA, Eduardo da, 1863-1938 O Repórter. Pasodoble, pf, Ré M. Dedicatória à Imprensa Portuense (1892) | 1575                   |
| E.F. 20      | PINHO, Julieta, fl. 189_ Sobre o Tejo. Valsa, pf, Sol M | 2901                   |
| E.F. 21      | PINTO, Júlia da Silveira, fl. 189_ Alvorada. Valsa, pf , Sol M | 2959                   |
| E.F. 24      | FONSECA, Eduardo da, 1863-1938 La Séduisante. Valsa, pf , Láb M | 1576                   |
| E.F. 25      | AS CARVOEIRAS E O ZIN BUM! As carvoeiras e o Zin bum. Canção Popular, pf , Fá M | 882                    |
| E.F. 26      | FONSECA, Eduardo da, 1863-1938 A Los Toros, pasa-calle para pf, com versão para banda | -                      |
| E.F. 28      | LOWTHIAN, Caroline, fl. 189_ Bitter sweet. Valsa, pf, Fá M | 2350                   |
| E.F. 32      | SALDANHA JÚNIOR, J. A., fl. 189_ A Tuna Lamecense. Pasacalle, pf , Dó M | 3257                   |
| E.F. 33      | MUTZ, Leyer "Pas de Quatre" pf | [ 58 ]                 |
| E.F. 36      | FONSECA, Eduardo da, 1863-1938 El Carabinero. Paso-doble para piano (com versão para banda) | -                      |
| E.F. 40      | FERREIRA, Artur, fl. 189_ Amorosa. Valsa, pf , Op. 9, n.os 1-3, Réb M | 1477                   |
| E.F. 41/1    | VIANA DA MOTA, José, 1868-1948 Cantiga de amor. Peça Livre, pf , Op. 9, N.o 1, Sol M | 3768                   |
| E.F. 41/1-3  | VIANA DA MOTA, José, 1868-1948 Cenas portuguesas. Peças Livres, pf , Op. 9, n.os 1-3, Sol M, Ré M, Dó M | 3772, 3773, 3774, 3775 |
| E.F. 44      | FONSECA, Eduardo da, 1863-1938 La Misterieuse, valsa em ré m, pf | -                      |
| E.F. 47      | VIANA, António Rodrigues, 1868-1951 Valsas, pf , Dó M | 3758, 3759             |
| E.F. 49      | FONSECA, Eduardo da, 1863-1938 Mes amours. Polca, pf , Ré M | 1573, 1574             |
| E.F. 50      | Canções populares conimbricenses cantadas nas festas do S. João e da Rainha Santa nos Pavilhões do Romal e Praça Velha (Canções Populares V, pf , Dó M, ré m, Dó M, lá m, Sol)                                         | 812                    |
| E.F. 57      | VIANA, António Rodrigues, 1868-1951 Tricana. Valsa, pf , Sib M | 3757                   |
| E.F. 58      | SOLER, António Maria, 1840-19_ Valsas, pf , Op. 76, Mib M | 3458                   |
| E.F. 60      | FONSECA, Eduardo da, 1863-1938, "Hino Patriótico", letra de César A.P. das Neves, dedicado aos académicos do Porto em honra dos heróicos expedicionários. (1896)                                                       | -                      |
| E.F. 61      | FONSECA, Eduardo da, 1863-1938 O Académico. Pasa-calle para piano. Com versão p/banda, peça dedicada à Estudantina Académica do Porto                                                                                  | -                      |
| E.F. 72      | FONSECA, Eduardo da, 1863-1938 Partindo, valsa em ré m, pf | -                      |
| E.F. 73      | FONSECA, Eduardo da, 1863-1938, "Folia", Quadrilha para pf | -                      |
| E.F. 76      | COVERLEY, R., fl. 189_ Le Régiment qui passe. Marcha, pf, Dó M | 1075                   |
| E.F. 84      | FONSECA, Eduardo da, 1863-1938 Hino dedicado a D. António Barroso, bispo do Porto e executado por ocasião da festa do 1.º centenário do Hospital da Venerável Ordem 3.ª de Nossa Senhora do Carmo (8-10 Fev. 1901)     | -                      |
| E.F. 88      | 12 Cantos Populares / 12 Fados para Piano, 2.ª série. Sendo a maioria anónima, inclui peças de R. Varela, A. B. Ferreira Jr. e Jacinto Freire.                                                                         | -                      |
| E.F. 89      | FONSECA, Eduardo da, 1863-1938 Caima. Valsa, pf, Dó M | 1568                   |
| E.F. 94      | MOUTINHO, Júlio, 1860-1921 Hino dos fenianos portuenses (Hino, V, Coro, pf, Sib M) | 2615                   |
| E.F. 114-119 | Canticos sacros por Rota, Giuseppe, 1836-1911; Soler, António Maria, 1840-19--; Tabuyo, Ignacio, 1863-1947 (BN C.N.2326 A)                                                                                             | -                      |
| E.F. 121     | 12 Cantos Populares / 12 Fados para Piano, 3.ª série. Sendo a maioria anónima, inclui peças de R. Varela, Ed. Fonseca Jr (filho), Ed. Fonseca («Fadinho dos ciúmes») e Alfredo Silva.                                  | -                      |
| E.F. 137     | FONSECA, Eduardo da, 1863-1938 Toujours Gais. Two step para piano |                        |
| E.F. 140     | FONSECA (Jr), Eduardo da, 1888-1948 Sonhos de Amor. Valsa para piano | -                      |
| E.F. 145     | MOUTINHO, Júlio, 1860-1921 3 canções portuguêsas: Nr 1. Morêna; NR 2. Dança de roda; Nr 3. Canção da tarde (BN C.N. 2844A)                                                                                             | -                      |
| E.F. 162     | FONSECA, Eduardo da, 1863-1938 Morna das praias, nova dança de salão | -                      |
| E.F. 163     | SILVA, Óscar da, 1870-1958 Valsa triste, para canto e piano (BN M.P.4000A) | -                      |
| E.F. 177     | PIMENTA, Alberto O Adeus d'Um Soldado, para canto e piano (c. 1917/18) | -                      |
| E.F. 181     | FONSECA, Eduardo da, 1863-1938 Cantae, Dançae, Raparigas... para solo, coro e piano. Versos de Joaquim da Camara Carvalho                                                                                              | -                      |
| E.F. 182     | FONSECA, Eduardo da, 1863-1938 Voae, Voae, Andorinhas para canto e piano. Versos de Joaquim da Camara Carvalho | -                      |
| E.F. 219-220 | FONSECA, Eduardo da, 1863-1938 Duas Avé-Marias para voz e órgão (ed) aprovadas pela Comissão Portuense de Música Sacra e dedicadas a D. Alexandrina Castagnoli Curado de Brito.                                        | -                      |
| E.F. 248-52  | FONSECA, Eduardo da, 1863-1938 Hymno, Ladainha e Canticos a Sam José para canto, coro e órgão | -                      |
| E.F. 278-282 | FONSECA, Eduardo da, 1863-1938 Cinco Cânticos a Santa Teresinha do Menino Jesus para canto solo e coro com acompanhamento de órgão ou harmónio (letra de Padre Anselmo)                                                | -                      |
| E.F. 284     | FONSECA, Eduardo da, 1863-1938 (apenas autor do n.º1) Portugal a N.ª S,ª do Rosário de Fátima - N.º 1: Hino (letra de Padre Anselmo); N,º 2: Avé! Avé! de Fátima (Canto Popular). Acompanhamento de órgão ou harmónio. | -                      |
| E.F. 285-288 | OLIVEIRA, José Augusto Coutinho de, 1894-1931 4 Canções portuguesas (BN M.P.2783A) | -                      |
| E.F. ??      | (autor?) As Estátuas de Mármore, pf | -                      |
| E.F. ??      | ALMEIDA, Rosita de la Plata valsa, pf | -                      |
| E.F. ??      | BENTO DE CASTRO, A. Granja, pf | -                      |
| E.F. ??      | BLANCO, Pedro, 1883-1919 Anoranzas (Saudades) - Paso Doble, pf, mi m (anunciada em E.F. 140) | -                      |
| E.F. ??      | BLANCO, Pedro, 1883-1919 Flirt - Serenata Pizzicato, pf, ré m (anunciada em E.F. 140) | -                      |
| E.F. ??      | CAMOR, Bid me good Bye valsa, pf | -                      |
| E.F. ??      | CARNEIRO, H. Amor e Saudade, pf | -                      |
| E.F. ??      | COSTA PEREIRA, P. F., fl. 189_ Christo. Dueto, S,S, pf , dó m | 1060                   |
| E.F. ??      | COSTA, B., O Sevilhano paso-doble, pf | -                      |
| E.F. ??      | COSTA, B., Pasa-calle, pf | -                      |
| E.F. ??      | ESPÍRITO-SANTO, J.A. do, Petite Ruth, valsa, Mib M. | -                      |
| E.F. ??      | FERREIRA (Jr), A.B. Salerosa, pf | -                      |
| E.F. ??      | FERREIRA, Artur, Marcha galega pf | -                      |
| E.F. ??      | FERREIRA, Artur, A preferida, valsa em Sol M, pf | -                      |
| E.F. ??      | FIGUEIREDO, M.P. de Idílio de Amor, pf | -                      |
| E.F. ??      | FONSECA (Jr), Eduardo da, 1888-1948 Noces d'Argent. Valsa, pf, Fá M | -                      |
| E.F. ??      | FONSECA, E., VIANA, A., FERREIRA, A., LOPES, X., MOUTINHO, J. Quadrilha dos 5!..., pf | -                      |
| E.F. ??      | FONSECA, Eduardo da, 1863-1938 Coro da Coroa, pf e canto, 1904 (letra do Rev. Luís Campo Santo). | -                      |
| E.F. ??      | FONSECA, Eduardo da, 1863-1938 Folia - quadrilha para piano, pf | -                      |
| E.F. ??      | FONSECA, Eduardo da, 1863-1938 Hymno à Santa Cabeça que se venera em Jatahy-Cachoeira, estado de S. Paulo, Brazil. Letra de Agostinho Ramos (s/d)                                                                      | -                      |
| E.F. ??      | FONSECA, Eduardo da, 1863-1938 Jesus Hóstia e Senhor! nós Vos adoramos. 2 cânticos para voz e coro com acompanhamento de órgão ou harmónio (partitura manuscrita policopiada, s/d)                                     | -                      |
| E.F. ??      | FONSECA, Eduardo da, 1863-1938 Morna das praias | -                      |
| E.F. ??      | GOUVEIA, B. Quimeras, pf | -                      |
| E.F. ??      | KEIL, Alfredo., A Portuguesa. Marcha Patriótica para piano a 4 mãos. | -                      |
| E.F. ??      | LOBO, Manuel Alves, fl. 189_ Ave Maria. Canção Sacra, V, pf, Láb M | 2339                   |
| E.F. ??      | LOPES, Xisto, A Gioconda lanceiros sobre motivos da ópera. | -                      |
| E.F. ??      | LOPES, Xisto, Novo Pas de Quatre pf | -                      |
| E.F. ??      | LOWTHIAN, Caroline, Mirage valsa, pf | -                      |
| E.F. ??      | LOWTHIAN, Caroline, Myosotis valsa, pf | -                      |
| E.F. ??      | MACHADO, Leopoldo, Desmaiada valsa para piano, pf | -                      |
| E.F. ??      | MOUTINHO, Fernando, 1870-1921 Les Petits Bébés, Pas de Quatre, pf | -                      |
| E.F. ??      | MOREIRA DE SÁ, Bernardo V., 1853-1924 Tyroleza, Divertimento Orfeónico a 6 vozes de mulheres e homens, canto | -                      |
| E.F. ??      | MOUTINHO, Júlio, 1860-1921 Andorinha valsa, pf | -                      |
| E.F. ??      | MOUTINHO, Júlio, 1860-1921 Geraldine valsa, pf | -                      |
| E.F. ??      | NAPOLEÃO DOS SANTOS, Alfredo, 1852-1917 Tableaux. Peças Livres, pf, Op. 36, n.os 1-6, Ré M, Lá M, Fá M, ré m, Réb M, Ré M                                                                                              | 2676                   |
| E.F. ??      | PINHEIRO, Jeremias, A., Polka de Salão pf | -                      |
| E.F. ??      | RIBEIRO, Calisto, Os Lusitanos (lanceiros) pf | -                      |
| E.F. ??      | RYAN, A., Fado-Valsa pf, Sol M | -                      |
| E.F. ??      | SALDANHA JÚNIOR, J. A. Saudade d' Um Companheiro Lamecense. Valsa, pf, sol m | 3257                   |
| E.F. ??      | SAMPAIO, António, Longe... Valsa, sol m | -                      |
| E.F. ??      | SAMPAIO, António, Má!... Valsa, Fá M | -                      |
| E.F. ??      | SOLLER, A., Hélene, valsa dedicada a M. Casimire Prérier, pf | -                      |
| E.F. ??      | SOLLER, A., Mandolinata Serenata em Ré M, pf | -                      |
| E.F. ??      | SOLLER, A., Valse-Caprice dedicada à rainha D. Amélia, pf | -                      |
| E.F. ??      | TEIXEIRA, A. Rainha das Noites, pf | -                      |

## Legado
Música de cena
- A Vivandeira (1913). Opereta em 2 actos sobre texto de A. B. Alves de Lemos[60]. Escrita por Eduardo da Fonseca expressamente para ser representada pelos internados do Asilo ESCOLA Municipal nº1 (Porto) a 23 de Abril de 1913. Fl.,Vi.I-II, V., Cello, Basso, Canto, Piano.

- Almeida Garrett (1914). Revista de António de Lemos (1864-1931) e Eduardo da Fonseca representada em 20-21 de Dezembro de 1914 pelos alunos do Colégio Almeida Garrett.[61]

- O Senhor Morgado (1926). Opereta em 3 actos, texto de Abílio de Mesquita (1897-?), música de Eduardo da Fonseca, encenação de Raul Correia (1904-1985). Porto, Tip. Emp. Ind. Gráfica do Porto, 1926.[62]

Música sacra
- Lacrimae Sacrae. Colecção de 50 cânticos religiosos de fácil execução para uma ou duas vozes com acompanhamento de órgão, harmónio ou piano (s/d).[63]

- Hino das órfãs do Recolhimento de Nossa Senhora da Esperança (1893)

- Hino dedicado a D. António José de Sousa Barroso, bispo do Porto e executado por ocasião da festa do 1.º centenário do Hospital da Venerável Ordem 3.ª de Nossa Senhora do Carmo (8-10 Fev. 1901).[64]

- Hymno, Ladainha e Canticos a Sam José para canto, coro e órgão. (Edição E.F. Nr. 248-52).

- Duas Avé-Marias para voz e órgão (edição E.F. 219/220) aprovadas pela Comissão Portuense de Música Sacra e dedicadas a D. Alexandrina Castagnoli Curado de Brito.

- Cinco Cânticos a Santa Teresinha do Menino Jesus para canto solo e coro com acompanhamento de órgão ou harmónio, sobre texto do Padre Anselmo (edição E.F. 278/282).

- Hymno à Santa Cabeça que se venera em Jatahy-Cachoeira, estado de S. Paulo, Brazil. Letra de Agostinho Ramos (s/d).

Outra
- Amor da Pátria (c.1890). Pasa-calle para piano. Brinde aos Académicos do Porto iniciadores do Movimento Patriótico Luso-Britânico.[65]

- O Académico (s/d). Pasa-calle para piano (ed. E.F. Nr. 61) com versão p/banda, dedicado à Estudantina Académica do Porto.

- Cantae, Dançae, Raparigas... para solo, coro e piano. Versos de Joaquim da Câmara Carvalho (edição E.F. Nr. 181).

- Voae, Voae, Andorinhas para canto e piano. Versos de Joaquim da Câmara Carvalho (edição E.F. Nr. 182).

- Hymno patriotico em Lá bemol (s/d) (partitura para banda).

- Jesus Hóstia e Senhor! nós Vos adoramos. 2 cânticos para voz e coro com acompanhamento de órgão ou harmónio (partitura manuscrita policopiada, s/d).